# Erythrina speciosa
Erythrina speciosa är en ärtväxtart som beskrevs av Henry Charles Andrews. Erythrina speciosa ingår i släktet Erythrina och familjen ärtväxter. Inga underarter finns listade i Catalogue of Life.

## Bildgalleri

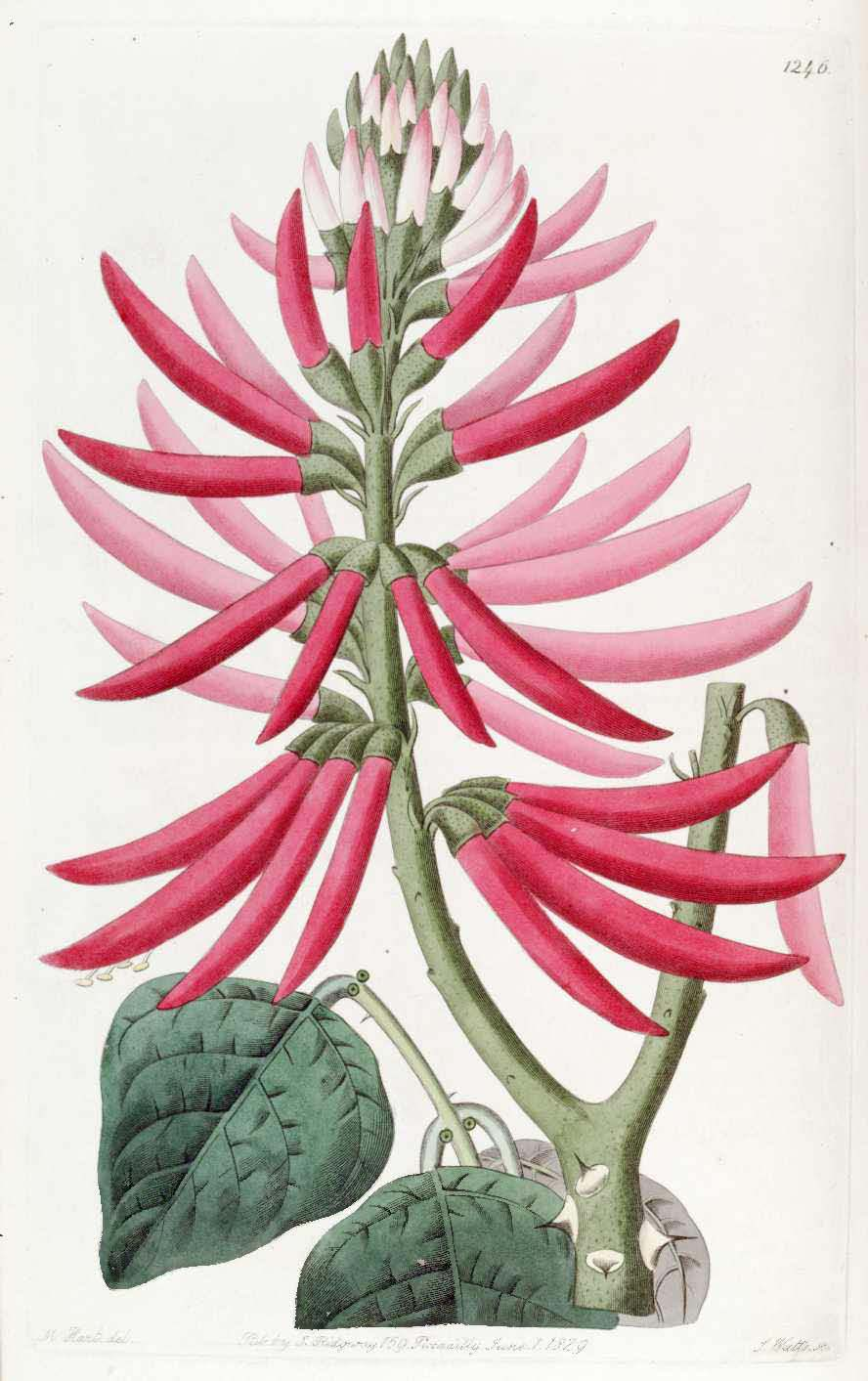
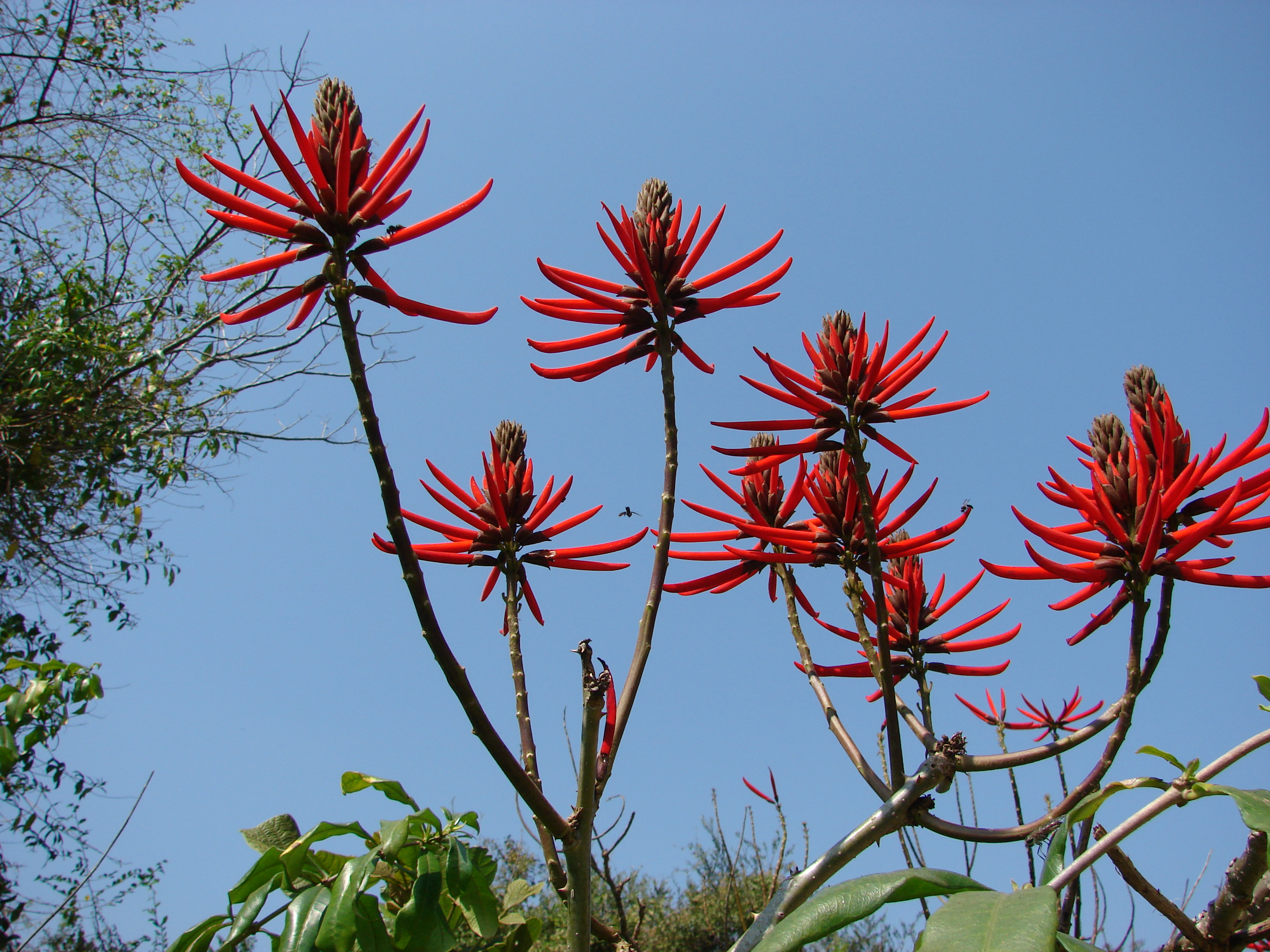
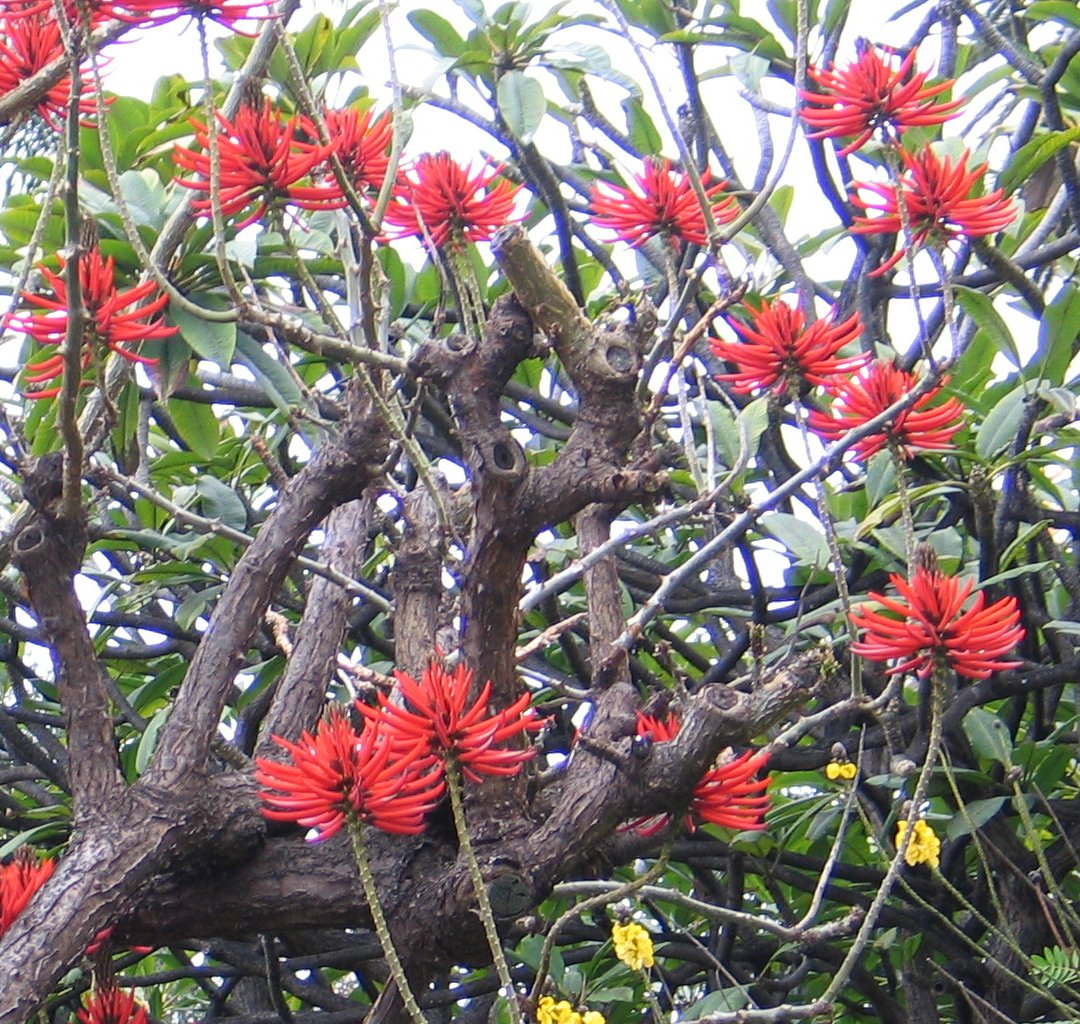
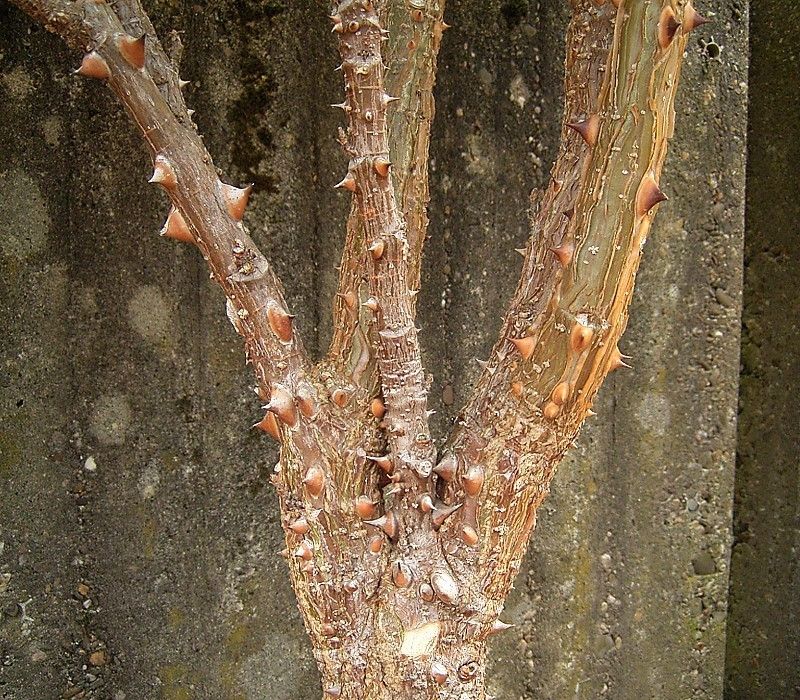
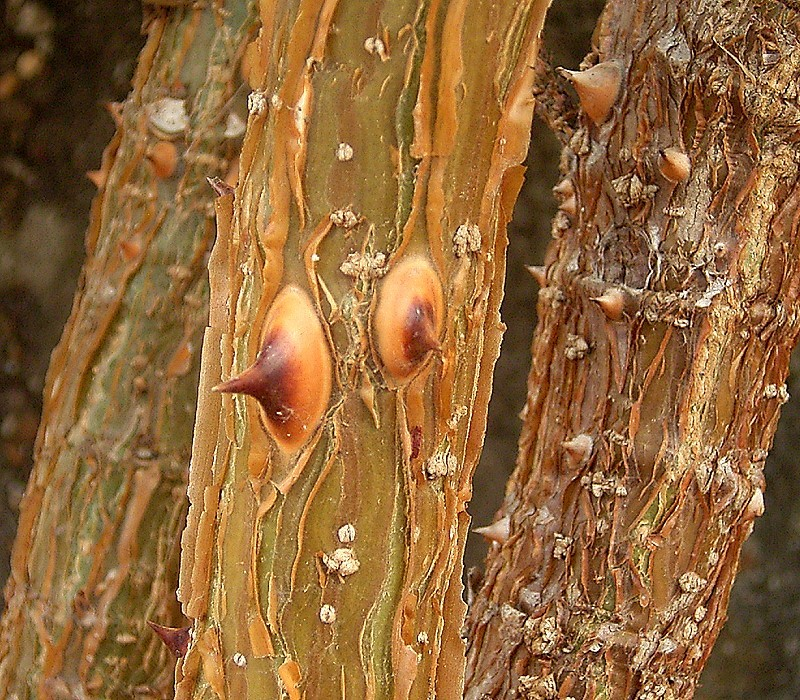
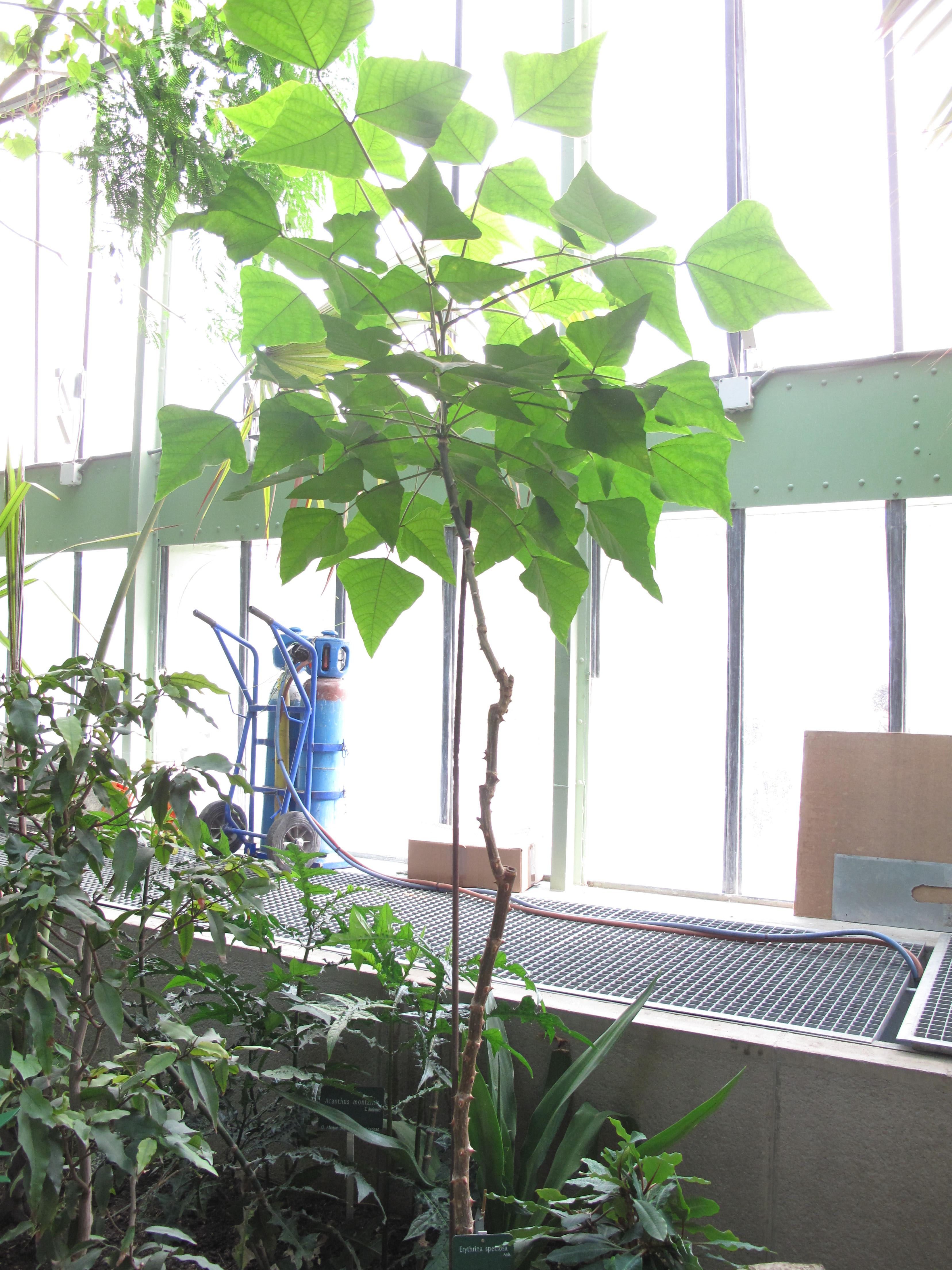